# Pedro Osores de Ulloa
Pedro Osores de Ulloa (auch in abweichender Schreibweise: Osorez) (* um 1540 in San Juan de Sa in Galicien, Spanien; † 18. September 1624 in Concepción, Chile) war ein spanischer Offizier, der als Gouverneur von Chile amtierte.

## Leben

### Herkunft und Karriere in Europa
Osores' Vater, Jerónimo de Ulloa war Schatzmeister des Indienrates. Pedro Osores trat in die spanische Marine ein und kämpfte bei der Seeschlacht von Lepanto im Oktober 1571 gegen die Türken. 1573 unterstützte er die Befestigungsarbeiten an den Forts in Tunis. Beim Sturm auf La Goleta wurde er schwer verwundet und geriet in achtzehnmonatige Gefangenschaft in Algier, bis er sich mit einem Lösegeld von dreitausend Escudos freikaufen konnte.

### Karriere in Südamerika
Im April 1586 schiffte er sich von Cádiz aus in die Neue Welt ein, um das Amt eines Corregidor (Amtmann) in der Minenstadt Potosí zu übernehmen. 1593 berief ihn der Vizekönig von Peru, García Hurtado de Mendoza, Marqués von Cañete, zum Generalhauptmann der Streitkräfte zu Lande und zu Wasser und sandte ihn von Potosí nach Lima. Im folgenden Jahr hatte er einen Soldatenaufstand in Charcas niederzuschlagen.
Zur See bekämpfte er in der Folgezeit die Holländer im holländisch-spanischen Pazifikkrieg. Der neue Vizekönig Luis de Velasco ernannte ihn zum Maestre de Campo, dem Oberbefehlshaber und Stellvertreter des Gouverneurs im Generalkapitanat von Chile. Dieses Amt übte er mehr als vier Jahre lang aus.
Osores, der in Potosí zu großem Wohlstand gekommen war, heiratete Maria de Anguerana und erhielt 1601 die Erlaubnis des Königs, nach Spanien zurückzukehren.
Aus ungeklärten Gründen wurde diese Erlaubnis widerrufen; Pedro Osores galt als mutiger und fähiger Offizier, aber auch als unabhängiger und wenig umgänglicher Charakter (adusto y poco cortesano, beschreibt ihn Diego Barros Arana), dem die Diplomatie des Hoflebens wohl wenig zusagte. Osores blieb also in der Neuen Welt. Er fungierte als Corregidor in Huancavelica, einer Stadt, die durch ihre Quecksilberminen große Bedeutung hatte. Im März 1620 – er war an die achtzig Jahre alt – wurde er von seinen Pflichten entbunden.

### Amtszeit als Gouverneur von Chile
Er blieb allerdings als Ritter des Alcántaraordens und Corregidor von Castro Virreina in Peru. Im April 1621 berief ihn der Vizekönig als Gouverneur von Chile. Er reiste mit frischen Truppen von über 300 Mann über Concepción (wo er sein Amt am 4. November 1621 antrat) und erreichte Santiago de Chile am 22. April 1622. Seine Ernennung wurde von König Philipp IV. mit Urkunde vom 17. Februar 1622 bestätigt.
In Chile heiratete er ein zweites Mal, Lucia Carvallo. Nach deren Tod vermählte er sich mit Francisca Campusano, die nach seinem Tod nach Lima ging.
Trotz seines fortgeschrittenen Alters sprach sich Osores im Arauco-Krieg gegen eine Defensivtaktik gegenüber den Indianern aus. Er leitete mehrere Feldzüge im Süden, musste aber immer wieder Niederlagen einstecken. Osores starb während seiner Amtszeit. Auf dem Sterbebett ernannte er seinen Schwager Francisco de Álava y Nureña zum Nachfolger.